# Rimski Šančevi

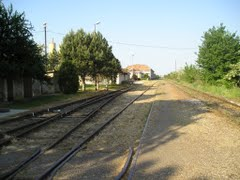
Železniční zastávka na trati Novi Sad – Orlovat.

Rimski Šančevi (srbsky Римски Шанчеви) je název pro lokalitu na severním okraji města Novi Sad v Srbsku, resp. v autonomní oblasti Vojvodina. Jedná se o nejsevernější místní část (srbsky Mesna zajednica) Nového Sadu.
V překladu do češtiny se jedná o Římské šance, resp. příkopy. Název odkazuje na přírodní prvky které připomínají zákopy. Dle lidových tvrzení byl jejich vznik připsán Římanům, ačkoliv k tomu neexistují žádné důkazy.
Lokalita se nachází severně od většiny města, oddělena je od něj dálnicí A1. Vede zde také železniční trať Novi Sad – Orlovat. Stojí zde řada průmyslových podniků (např. společnosti Agrovojvodina). Nachází se tu také meteorologická stanice. Dominantním prvkem celé oblasti jsou močály okolo slepého ramena Dunaje (Veliki rit a Kasapska ada).